# البحث عن عازار
البحث عن عازار، رواية عربية للروائي السوري نزار آغري. صدرت لأوّل مرة عن دار الكتب خان في عام 2021، ودخلت في القائمة الطويلة للجائزة العالمية للرواية العربية لعام 2022، المعروفة باسم «جائزة بوكر العربية».

## وصف الرواية
الرواية عبارة عن عمل روائي يشبه مقطوعة موسيقية طويلة وحالمة عن الصبا والبحث عن زمن البراءة من خلال قصة صداقة جمعت بين صبيين في مدينة سورية قرب الحدود التركية ومتاخمة لجبل طوروس، وهي مدينة "القامشلي"، تتجاوزقصة الصداقة تلك الزمان والمكان وترتقي إلى مقامات روحانية أعلى. وترسم لنا الرواية حياة وملامح مدينة بأكملها، على الحدود بين سوريا وتركيا، حيث تختلط الأديان والعرقيات والأفكار، وتتجاور الثقافات وتمتزج الطقوس والأعياد بالأساطير.
الرواية تنقسم إلى ثلاثة أقسام تقع في 444 صفحة، قسمين طويلين، وقسم ثالث قصير(ثمان صفحات)، وكل قسم من أقسامها يعبر عن مرحلة من مراحل الصداقة والحب الصوفي بين طفلين مراهقين في سن الرابعة عشر من عمرهما، وهما: عيد الكردي الإيزيدي، وعازار اليهودي. نتعرف في القسم الأول على قصة الصداقة بين الصبيين "عيد كوري" و " عازار ناحوم عزرا"، ونتجول معهما في مدينة "القامشلي"، التي تزدحم بالأعراق والجنسيات والديانات، ومع نمو الصداقة بينهما، يقدم لنا الكاتب المدينة "القامشلي" بأسواقها وشوارعها وملاعبها، في مشاهد مرسومة بعناية، وعبر لغة بسيطة نتعرف على: زملاء الدراسة، الجيران في بيت "صومي"، مكتبات المدينة، محل "أبي خالد"، والمعلمين في المدرسة. وفي القسم الثاني من الرواية، والذي يبدأ مع الصفحة 259، يتم الحديث عن ألم الفراق، حيث يفاجأ عيد بعد عودته من قريته إلى القامشلي مع بداية العام الدراسي الجديد برحيل عازار وأسرته من المدينة بشكل مفاجئ، من دون ان يعرف طريقًا للوصول إليهم، وعندها ترتفع نغمة الشجن، وتصبح حياة الراوي وذكرياته وآماله كلها أغنية شجية ورقصة متكررة بحثًا عن شمسه ومدينته وصباه، وفي رحلة البحث عن عازار نرتجل مع "عيد" إلى بيروت وحلب والنرويج، ونعايش حكاياته الجديدة مع الأصدقاء والشعراء والمناضلين الفلسطينيين، حيث يجاور الكاتب بين مشاهد من رحلة حياته ودراساته وسفره وعلاقاته بالبشر والتنظيمات السياسية، وبين الأغاني والأشعار والترانيم في حب فتى صباه الأول "عازار"، إلى أن يلتقيا في نهاية القسم الثالث والأخير من الرواية بعد مرور أكثر من أربعين سنة من الحلم والبحث والأسي.

## أقوال عن الرواية
والرواية تنتمي إلى الأدب الواقعي، وهي رواية منولوجية لا تعدد للأصوات داخلها، وتحمل أيدولوجيا الراوي، وتبرر بصورة غير مباشرة ما يحدث في فلسطين عبر التركيز على المجازر التي ارتكبت في حق اليهود. وفي المقابل تجاهل تمامًا المجازر التي تم ارتكابها من المنتمين إلى الكيان الإسرائيلي بحق الفلسطينيين العزل، والراوي يتعمد عدم ذكر كثير من التفصيلات، التي ترسم المشهد كاملاً في علاقة العرب واليهود، وإنما صور مشهد واحد من الحكاية.
تكمن أهمية الرواية وقيمتها الفنية، التي أهلتها لتكون من بين الروايات المرشحة لجائزة البوكر العربية، في رصدها التنوع الديني والطائفي والقومي الذي تتميز به المدن السورية عامة، ومدينة القامشلي على وجه الخصوص، تلك المدينة التي تعايش فيها بسلام، المسيحي مع المسلم مع اليهودي مع الإيزيدي، وكذلك العربي مع الكردي مع الأرمني مع السرياني والآشوري والكلداني..وغيرهم. وأراد الكاتب من خلال روايته أن يمرر رسالتين مهمتين إلى العالم، تتمثل الأولى في توضيح أهمية دور الشباب في صناعة المستقبل وترميم تصدعات الماضي، التي مزقت الشعوب ومزقت الدول، والثانية تتمثل في تسليط الضوء على أهمية وسائل التواصل الاجتماعيودورها في تقارب الشعوب وتلاقح الثقافات.
وعن مصدر الإلهام الذي دفع الكاتب لكتابة الرواية، يقول آغري:
"القامشلي كانت بوتقة خلّابة من الألوان، أقصد من الأقوام والملل والقوميّات والإثنيّات والأديان والطوائف، كان فيها السريانيّ والآشوريّ والكلدانيّ والأرمنيّ واليهوديّ والكرديّ والعربيّ والأيزيديّ. كانت صورة مصغّرة عن سوريا، كان هناك وئام وحبّ متبادل، ثمّ جاءت الأيديولوجيّات القوميّة العنصريّة فشدّدت الخناق على الجميع، وبدأت الأقفاص تنهض، وشرعت الجدران تقام، إلى أن تناثر الجميع في شتّى الأصقاع... في تلك الأجواء تشرّبت أعماقي صورة ذلك البستان المدهش من اللغات والأصوات والروائح والأغاني والأهازيج، وفي صلب ذلك كانت صداقتي تقوى مع أترابي... فيما بعد بزغت عندي رغبة جارفة أن أحاول في يوم من الأيّام رسم صورة بالكلمات لذلك العالم الفريد الذي عشت فيه، ثمرة تلك الرغبة كانت هذه الرواية".